# Tomas Alfredson
Hans Christian Tomas Afredson (født 1. april 1965) er en svensk filminstruktør, der er bedst kendt for filmene Lad den rette komme ind fra 2008 og Dame, konge, es, spion fra 2011.
Alfredson blev født i Lidingö i Stockholms län.  Han er søn af komikeren, manuskriptforfatteren og instruktøren Hasse Alfredson.

## Karriere
Alfredsons karriere startede i Svensk Filmindustri, hvor han arbejdede som assistent. Han var involveret i grundlæggelsen af den svenske tv-kanal TV4, hvor han arbejdede i underholdningsafdelingen. En af hans successer her, var den svenske udgave af Fangerne på fortet. Alfredson flyttede derefter over på Sveriges Television, hvor han i 1990 lavede børneserien Ikas Tv-Kalas. I 1994 instruerede han tv-serien Bert, der var baseret på bogserien om Bert. Serien blev i 1995 til spillefilmen Bert – Den siste oskulden, som Alfredson fik en nominering til en Guldbagge for bedste instruktør for.
Alfredson blev instruktør for den svenske komediegruppe Killinggänget i 1999. Jeg så at de var lidt sjovere end andre, og lidt grundigere sagde han. Hans første samarbejde med gruppen, var en række tv-film, inklusiv mockumentaryen Torsk på Talinn, der handler om en gruppe svenske ungkarle, der tager på bustur til Estland i håbet om at finde estiske kærester. I 2004 instruerede Alfredson gruppen i filmen Fire nuancer af brunt, der er gruppens eneste spillefilm. Filmen vandt fire Guldbaggepriser inklusiv bedste instruktør til Alfredson.
I 2004 udgav den svenske forfatter John Ajvide Lindqvist gyserroman Lad den rette komme ind. Efter at have læst romanen, ville Alfredson gerne involveres i at filmatisere den. "Der var en menneskemængde der bankede på hans dør for at få lov til at lave filmen, så jeg var nummer 40 eller sådan noget. Da jeg mødte ham, kendte han til mig i forvejen, og kunne lide hvad jeg tidligere havde lavet, og vi svingede rigtig godt sammen." Filmen fortæller historien om et 12-årigt mobbeoffer, der bliver venner med en vampyrpige i 80'ernes Blackeberg i Sverige. Udover at være instruktør, arbejdede Alfredson også på klipningen sammen med Dino Jonsäter.
Lad den rette komme ind fik premiere 26. januar 2008 ved Gøteborg internationale filmfestival, hvor Alfredson vandt festivalen nordiske filmpris. Filmen blev hurtigt en international succes, med rettighederne solgt til flere end 40 lande, inden filmens biografpremiere 24. oktober 2008. Alfredson vandt sin anden Guldbagge for bedste instruktør for filmen.

### International karriere
Efter at have færdiggjort arbejdet med Lad den rette komme ind, meddelte Alfredson, at han ikke ville lave flere film "i den nærmeste fremtid. I marts 2009 meddelte han dog at han ville deltage i en stor international filmproduktion. I juli 2009 fik Alfredson jobbet som instruktør på filmatiseringen af John le Carrés spionroman Dame, konge, es, spion, der blev produceret af Working Title Films' Tim Bevan og Eric Fellner. Filmen fik premiere ved Filmfestivalen i Venedig i september 2011. Alfredson var også oprindeligt instruktør på Nicole Kidmans kommende film The Danish Girl, men hoppede fra, af ukendte årsager.